# Ніна Гуалінга
Ніна Гуалінга (Nina Gualinga, народилась у червні 1993 р.) — еквадорська активістка з питань охорони навколишнього середовища та прав корінних народів. Вона є частиною кічуа-мовної спільноти і провела більшу частину свого життя виступаючи за більшу охорону навколишнього середовища еквадорської Амазонії і її дикої природи, а також людей, які залежать від цього середовища.

## Життя та активізм
Гуалінга народилася і виросла в громаді своєї матері — поселенні Сараяку народу кечуа в еквадорській Амазонці. З семи років вона виступає за кліматичну справедливість та права корінних народів. Знання про ліс вона здобула завдяки батькам та дідусям. Сестра Гуалінги, Гелена Гуалінга, та мати Ноемі Гуалінга також є екологічними активістами та активними членами боротьби громади Сараяку народу кічуа проти експлуатації тропічних лісів Амазонки компаніями та урядом Еквадору. Боротьба Гуалінги за права корінних народів і територіальних громад почалася, коли нафтова компанія за допомогою еквадорських урядових військових військ жорстоко розпочала експлуатацію корінних земель її громади. Це вторгнення призвело до юридичної битви між еквадорським урядом та громадою Сараяку у Міжамериканському суді з прав людини, що в підсумку призвело до перемоги громади Сараяку. У віці 18 років Гуалінга представляла молодь Сараяку на остаточному слуханні справи.
Зараз вона навчається у департаменті прав людини Лундського університету.
Гуалінга отримала стипендію для корінних жителів в Amazon Watch, де вона розробила пропозицію щодо власної неурядової організації, спрямованої на розширення прав і можливостей молоді та жінок корінного поселення Сараяку та захисту південної еквадорської Амазонки. Її організація «Hakhu Amazon Design» продає кустарні ювелірні вироби та аксесуари ручної роботи. Вона вимагає від уряду Еквадору визнати сам ліс Амазонки як актив і припинити контракти уряду з великими нафтовими та гірничодобувними компаніями.
Вона також виступає як активістка прав корінних народів на міжнародному рівні, зосереджуючись на захисті будинків та землі від корпоративних інтересів. Вона брала участь у глобальному заклику зупинити видобуток викопного палива на Народному кліматичному марші 2014 року. Вона також була серед делегатів, які виступали за захист «Живих лісів» на глобальних кліматичних конференціях COP20 та COP21 у Лімі та Парижі відповідно. У ході COP21 вона звернула увагу на вимоги своїх людей, пропливши річкою Сена в Парижі на каное зі свого села. Вона була серед корінних жінок, які пройшли в 2016 році маршем для об'єднання та захисту прав та територій жінок 7 національностей. Гуалінга пролила більше світла на наслідки зміни клімату для народу кічуа на COP22 у Марракеші та закликала уряд визначити пріоритетні кліматичні дії щодо зменшення викидів вуглецю для корінного населення. Вона була частиною Жіночої мережі дій щодо захисту Землі та клімату (Women's Earth and Climate Action Network, WECAN), делегації Amazon Watch та Сараяку на COP23 у Бонні та спікером на заході. Ніна також була частиною делегації WECAN на кліматичних переговорах COP25 у Мадриді в 2019 році. Під час заходу вона згадала, що виходом із кліматичної кризи є слухати рішення від корінних жителів, які тисячами років зберігають землю. Вона прочитала лекцію на тему «Корінні жителі Амазонки: охоронці нашого майбутнього» в аудиторії IAAC, Барселона, 25 лютого 2020 р.

## Нагороди
- Нагорода молоді Міжнародного президента WWF за 2018 рік[4]